# Nicholas Brooks (Spezialeffektkünstler)
Nicholas Brooks (* 20. Mai 1964 in London, England) ist ein britischer Spezialeffektkünstler und VFX Supervisor.

## Leben
Brooks begann seine Spezialeffekt-Karriere 1989 bei der Computer Film Company (CFC) in Soho, wo er am Kriegsfilm Memphis Belle arbeitete. Später machte er sich selbständig und arbeitet seither als Freelancer. Er war an zahlreichen Hollywood-Blockbustern wie Fight Club, Matrix und Verblendung beteiligt. 2003 war er Drehbuchautor, Regisseur und Produzent des 18-minütigen Kurzfilms Ozone.
1999 erhielt er gemeinsam mit Joel Hynek, Kevin Scott Mack und Stuart Robertson den Oscar in der Kategorie Beste visuelle Effekte für Hinter dem Horizont. Außerdem wurden sie mit einem OFTA Film Award ausgezeichnet. 2004 wurde er mit dem Primetime Emmy für die Spezialeffekte des Fernsehfilms Dream Keeper ausgezeichnet.

## Filmografie (Auswahl)
- 1990: Memphis Belle
- 1991: König der Fischer (The Fisher King)
- 1992: 1492 – Die Eroberung des Paradieses (1492: Conquest of Paradise)
- 1992: Die Muppets-Weihnachtsgeschichte (The Muppet Christmas Carol)
- 1993: Last Action Hero
- 1993: Little Buddha
- 1994: Mary Shelley’s Frankenstein
- 1995: Der Engländer, der auf einen Hügel stieg und von einem Berg herunterkam (The Englishman Who Went Up a Hill But Came Down a Mountain)
- 1995: Der 1. Ritter (First Knight)
- 1995: Stirb langsam: Jetzt erst recht (Die Hard with a Vengeance)
- 1996: Eraser
- 1998: Hinter dem Horizont (What Dreams May Come)
- 1999: Fight Club
- 1999: Matrix (The Matrix)
- 2002: Blade II
- 2005: Constantine
- 2005: Mr. & Mrs. Smith
- 2010: Eclipse – Biss zum Abendrot (The Twilight Saga: Eclipse)
- 2011: Krieg der Götter (Immortals)
- 2011: Verblendung (The Girl with the Dragon Tattoo)
- 2013: Die Unfassbaren – Now You See Me (Now You See Me)
- 2013: Elysium
- 2017: Es (it)
- 2017: Valerian – Die Stadt der tausend Planeten (Valerian and the City of a Thousand Planets)
- 2019: Es Kapitel 2 (It Chapter Two)
- 2021: Chaos Walking

## Auszeichnungen
- 1999: Oscar in der Kategorie Beste visuelle Effekte für Hinter dem Horizont